# Betasyrphus adligatus
Betasyrphus adligatus är en tvåvingeart som först beskrevs av Christian Rudolph Wilhelm Wiedemann 1824.  Betasyrphus adligatus ingår i släktet Betasyrphus och familjen blomflugor. Inga underarter finns listade i Catalogue of Life.